# ベル・アイル・パーク市街地コース
ベル・アイル・パーク市街地コース（Raceway at Belle Isle）は、アメリカ合衆国ミシガン州ベル・アイル・パークにある市街地コース。
1992年から2001年まではCARTが、2007年から（2009年から2011年を除く）インディカー・シリーズによってデトロイト・グランプリが開催された。

## 概要
1991年までデトロイト市街地コースでCARTが開催された。その後1992年から経済的な理由でベル・アイル・パークに仮設される市街地コースに移った。その後CARTは、観客のアクセスが悪く、パドックのスペースが限られており、ルートが狭すぎるため、このコースは持続不可能であるとみなした為、2001年限りで終了した。
ロジャー・ペンスキーが、2007年からのインディーカー・シリーズと、アメリカン・ル・マン・シリーズの開催に尽力しこの年からの開催が実現した。その後2009年～2011年の中止はあったが、2012年から2022年までベル・アイル・パークでのレースが続けられた。

## コースレイアウト
コースはスタートとフィニッシュラインのあるフロントストレッチに始まり、この場所はイン側からオーバーテイクするのに恰好のポイントである。橋を越えて第2ターンを抜けた後、180マイルを超えるスピードに至るストレートを駆け抜ける。そしてシャープな第3ターンに入る前にハードなブレーキングをし、サーキットで最もテクニカルなターンを通過する。ここは路面がアスファルトからコンクリートに変わる部分で、とても滑りやすい。
続いての緩やかな右カーブを描く第4ターンを抜け、そこからシャープな左コーナーである第5ターンを通過して、グランドスタンド前に出る。それから速く滑りやすい右カーブの第6ターンを通過する。
デトロイト川に沿った2100フィートのバックストレッチで、車は170マイル以上のスピードに達する。このバックストレッチの終わりは、もう一つのオーバーテイクゾーンで、それから第7ターンを通過し、壁にギリギリにまで近づくラインを取りながら馬蹄形のカーブを描く第8、第9、第10の複合ターンを通過する。
シャープな右カーブを描く第11ターンに入り、トリッキーで注意を要する第12ターンに入る。そして第13ターンで軽くブレーキをかけながら通過し、フロントストレッチでの勢いを維持する。